# SIGABRT
SIGABRT é um sinal conhecido por um processo informático em sistemas operativos POSIX.
SIGABRT é uma constante numérica definida em signal.h, que pode variar em diversos sistemas. Este sinal causa uma terminação do processo, que não pode ser ignorada (ao contrario de SIGTERM).
Em sistemas Linux SIGIOT é um sinônimo de SIGABRT.
Este sinal é enviado para o próprio processo ao chamar a função abort definida em stdlib.h. O SIGABRT pode ser apanhado pelo programa mas não bloqueado. Se apropriado ele gera um core dump